# Arthur Power
Sir Arthur John Power (12 aprile 1889 – Gosport, 28 gennaio 1960) è stato un ammiraglio britannico.

## Biografia

### Carriera militare
Power è entrato nella Royal Navy nel 1909 e ha servito durante la prima guerra mondiale. È stato creato comandante della HMS Excellent, the Gunnery School a Portsmouth, nel 1935, per poi essere assegnato al comando della HMS Ark Royal (91) nel 1938.
Ha servito durante la seconda guerra mondiale come assistente capo dello Staff della Marina sino al 1940 e come comandante del 15º squadrone Cruiser dal 1942. È stato nominato Flag officer responsabile di Malta nel 1943 e secondo comandante della flotta orientale l'anno seguente. Nel novembre 1944 è diventato Commander-in-Chief, East Indies, flotta nata sulle ceneri della Eastern Fleet, dopo la formazione della British Pacific Fleet. Power era presente alla resa finale dei giapponesi a Singapore il 12 settembre 1945.
Dopo la guerra venne creato Secondo lord del mare e poi Comandante in capo della Mediterranean Fleet dal 1948. Nel 1950, invece, diviene Comandante in capo a Portsmouth. Alla fine, divenne Comandante in capo alleato del Canale e della zona meridionale del Mare del Nord nel 1952. L'anno seguente si ritirò a vita privata.

### Vita privata
Nel 1918 si sposò con Amy Bingham dalla quale ebbe tre figli (tra cui il viceammiraglio Sir Arthur Mackenzie Power). In seguito alla morte della prima moglie Power si risposò con Margaret Joyce Watson nel 1947.